# Олбани (Охајо)
Олбани (енгл. Albany) град је у америчкој савезној држави Охајо.

## Демографија
По попису из 2010. године број становника је 828, што је 20 (2,5%) становника више него 2000. године.
| Група             | 2000.       | 2010.       |
| Белци             | 780 (96,5%) | 804 (97,1%) |
| Афроамериканци    | 9 (1,1%)    | 1 (0,1%)    |
| Азијати           | 1 (0,1%)    | 6 (0,7%)    |
| Хиспаноамериканци | 12 (1,5%)   | 13 (1,6%)   |
| Укупно            | 808         | 828         |